# Spikkestad Station
Spikkestad Station (Spikkestad stasjon) er en jernbanestation på Spikkestadlinjen, der ligger i byområdet Spikkestad i Røyken Kommune i Norge. Stationen er endestation for Spikkestadlinjen fra Asker og betjenes af lokaltog til Lillestrøm.
Stationen blev oprindeligt etableret som læsseplads 3. februar 1885 men blev opgraderet til holdeplads 12. april 1886. Til at begynde med hed den Spikestad, men i april 1894 skiftede den navn til Spikkestad. Den blev opgraderet til station 21. februar 1913. Banen stationen lå på var oprindeligt en del af Drammenbanen, men den blev omlagt via den nye Lieråsen tunnel 3. juni 1973. Banen mellem Asker og Spikkestad blev i stedet til en sidebane, mens strækningen videre til Brakerøya blev nedlagt.
Fra 1886 havde Spikkestad en billetkiosk, der nu er revet ned. I 1922 overtog den stationsbygningen fra Høvik, der havde fået en ny bygning. Efter en ombygning af stationsområdet i Spikkestad i 2009-2012 når sporene ikke længere hen til stationsbygningen, som nu huser et spisested. Passagererne er i stedet henvist til et læskur.

## Galleri
- Vinterbillede af Spikkestad Station
- Vinterbillede af Spikkestad Station
- Stationsbygningen
- Lokaltoget til Moss klar til afgang